# Sijtje Boes

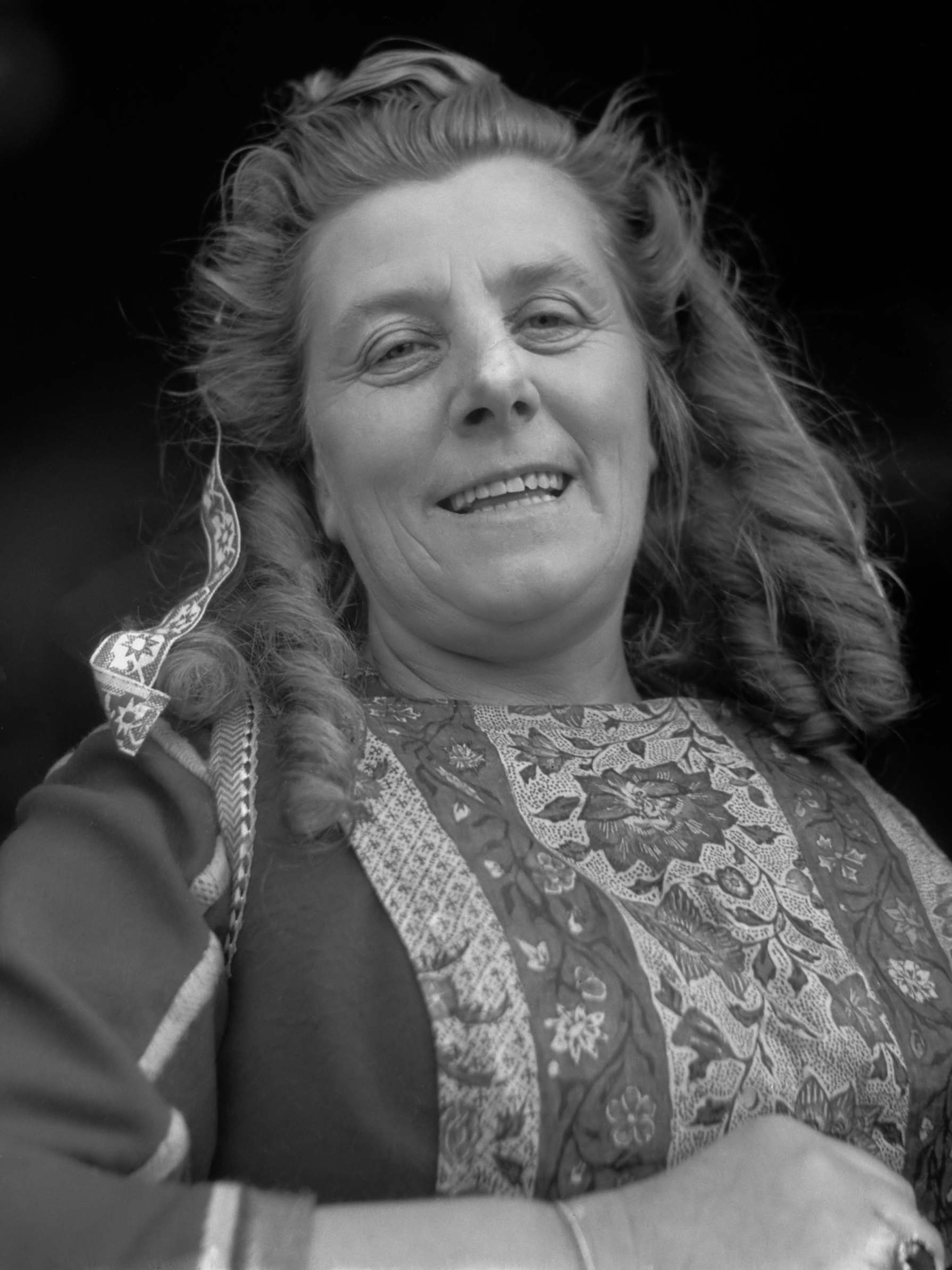
Sijtje Boes (1948)

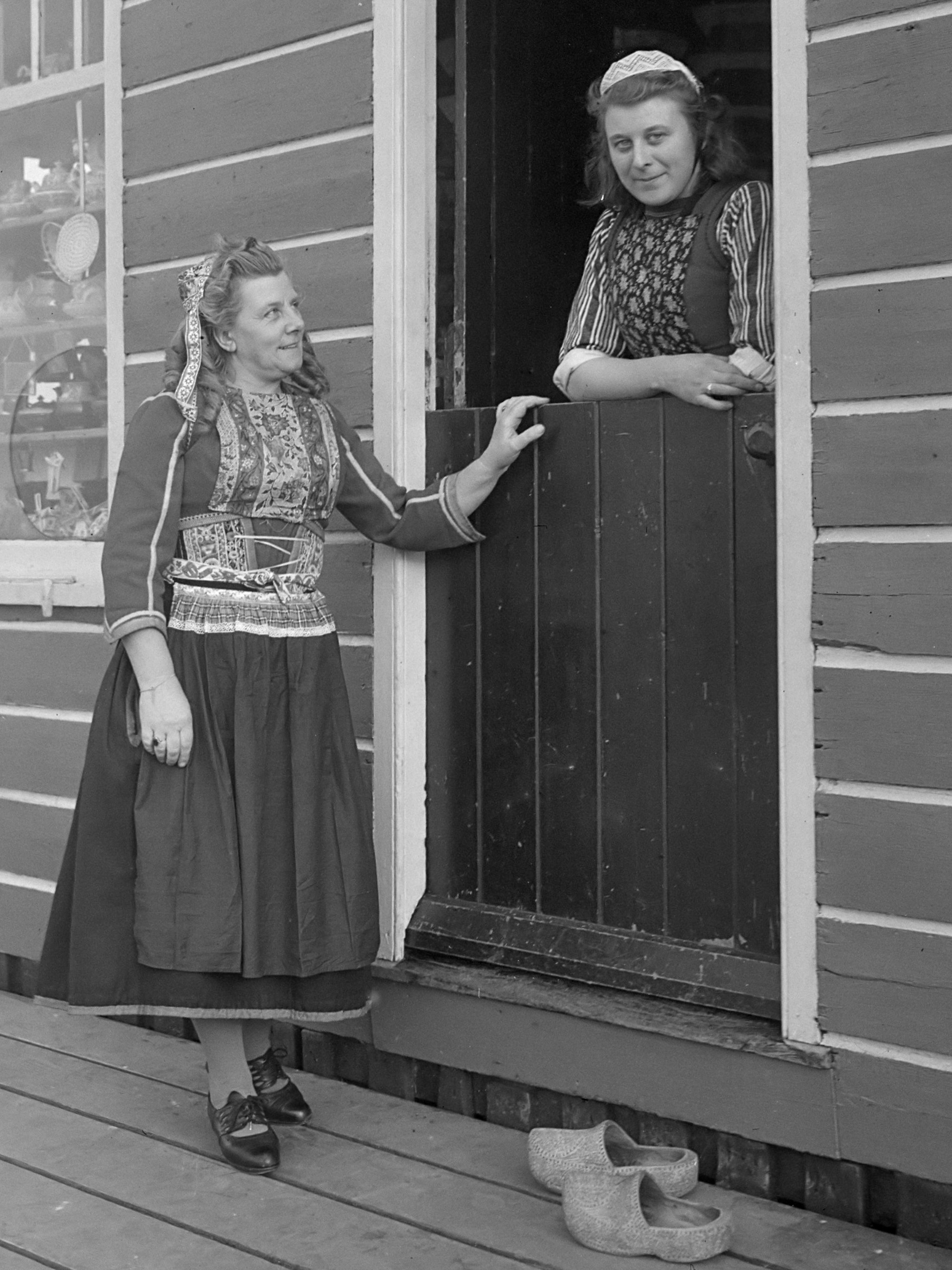
Sijtje Boes, links (1948)

Sijtje Vlasbloem-Boes (Marken 27 oktober 1895 - Purmerend, 10 april 1983), bekend als Sijtje Boes, was een legendarische souvenirverkoopster op Marken. Mede door haar is Marken een toeristische attractie geworden. 
Sijtje Boes was een dochter van een haringkoopman. Het gezin had veertien kinderen. Op 13-jarige leeftijd moesten Sijtje en haar jongere zus Marretje er met een mand souvenirs op uit; het bleek niet onverdienstelijk. 
Bij het uitbreken van de Eerste Wereldoorlog kreeg ze een dienstbetrekking bij een tante in Haarlem, later werkte ze in een melksalon in Amsterdam. In 1919 keerde ze terug naar Marken en ze trouwde een jaar later met loggerschipper Jan Vlasbloem.
In het begin van de twintiger jaren startte zij, na anderhalf jaar ambtelijke tegenwerking, haar souvenirwinkeltje aan de Havendijk. Het winkeltje en het nagebouwde interieur van een typische Marker woning werden al snel een niet te missen tussenstop voor beroemdheden (Sijtje Boes ging er prat op een vriendin van Mary Pickford te zijn) en gewone toeristen die Marken bezochten. 
Toen in 1959 Marken door middel van een dijk met het vasteland werd verbonden, was Sijtje Boes daar aanvankelijk op tegen omdat zij vreesde dat de klederdracht daardoor zou verdwijnen. Toen de dijk onontkoombaar was geworden liet zij echter een nieuw pand bouwen bij de aansluiting. De dijk legde haar geen windeieren.
Het huwelijk was kinderloos gebleven en haar man kwam begin zestiger jaren niet terug van zee.
In 1977 verkocht zij haar zaak en was er minder prominent aanwezig. Op 87-jarige leeftijd stierf ze in een verpleeghuis in Purmerend. Op 14 april 1983 werd ze te Marken begraven.

## Wetenswaardigheden
- Sijtje Boes sprak op haar manier Engels, Duits en Frans.
- Op het Vaderlandsch Historisch Volksfeest 1919 in het Openlucht Museum te Arnhem trok zij een belangrijk deel van de presentatie van Marken naar zich toe.[8]
- Zij heeft op het eiland Marken meerdere malen de functie van "schone kok" uitgeoefend.[9] Op Marken is een kok een vrouw die het eten verzorgt op traditionele bruiloften, doorgaans zuster of schoonzuster van de bruid of bruidegom.[10] Een basse of schone kok is een ceremoniemeester bij het sop-eten (de zondag na het aantekenen).[11] En er is de kladdige (vuile) kok die daadwerkelijk de maaltijd bereidt.[12]
- Veldwachter J.C. Tintel en Sijtje Boes stonden niet op goede voet met elkaar (1932-1938). Sijtje zocht de mazen in iedere verordening, Tintel slingerde haar op de bon. Zij kreeg zo de naam van meest bekeurde vrouw in Nederland te zijn.
- Haar naam werd op den duur een antonomasie voor toeristische attracties die draaien op de verkoop van souvenirs.[13]